# Wege zum Glück - Spuren im Sand
Wege zum Glück - Spuren im Sand è una soap opera tedesca trasmessa dal 7 maggio al 28 settembre 2012 in Germania sul canale ZDF. È il seguito della soap opera La strada per la felicità (Wege zum Glück), in onda in Italia su Rai 3, nonostante i personaggi e la trama siano differenti.
La sigla iniziale è First Day of My Life, della cantante inglese Melanie C.
Birgit Wiedel Weidinger, nei panni di Bärbel Krause, faceva parte del cast di Bianca e interpretava lo stesso ruolo.

## Produzione
Il 20 gennaio 2012 ZDF ha annunciato di voler recuperare il progetto relativo alla saga La strada per la felicità (Wege zum Glück). Le riprese, partite il 31 gennaio 2012, sono avvenute a Potsdam-Babelsberg e sulle coste del Mar Baltico. Le puntate previste erano 240, ma a causa dei pochi ascolti ne sono state effettivamente realizzate solo 99, peraltro migrate su di un canale di minore importanza, ZDFneo. In Italia è inedita.

## Puntate
| Stagione       | Puntate | Prima TV originale | Prima TV Italia |
| -------------- | ------- | ------------------ | --------------- |
| Unica stagione | 99      | 2012               | inedita         |

## Trama
Maja, Robert, Greta e Markus costituiscono un affiatato gruppo di amici; in seguito ad un misterioso evento, i quattro si separano ed intraprendono strade diverse. Diciotto anni dopo, il destino li fa incontrare di nuovo: Arthur, il compagno di Maja, decide di condurla a Nordersund, splendida località marittima dov'è cresciuta; Robert e Greta si rivedono casualmente a Francoforte e, innamoratisi l'uno dell'altra, decidono anch'essi di ritornare a Nordersund. L'accoglienza a Villa Ahlsen non è delle più calorose, dal momento che Kilian sembra essere contrario all'unione tra Greta e il fratello Robert; Senta e Jan, i genitori, mostrano invece entusiasmo, sebbene la madre nutra di nascosto un certo disappunto per la scelta del figlio. Markus è diventato un medico affermato e ha aperto uno studio con la moglie Alexandra; ma quest'ultima lo tradisce con Sven e la sua delusione è assai profonda. Il quartetto di amici, grazie alla domestica Ulla, si rivede dopo tanto tempo alla locanda Elephant, gestita da Bärbel Krause. Ma gli sguardi di Maja e Robert lasciano intendere che tra i due, in passato, vi era forte attrazione; un'attrazione che persiste malgrado i lunghi diciotto anni che li hanno tenuti lontani.

## Personaggi e interpreti

### Personaggi principali
- Maja Ahlsen, nata Iversen (puntata 1-99), interpretata da Andrea Cleven.
- Robert Ahlsen (puntata 1-99), interpretato da Florian Thunemann.
- Kilian Ahlsen (puntata 1-99), interpretato da Sascha Tschorn.
- Greta Sandacker (puntata 1-99), interpretata da Greta Galisch de Palma.
- Arthur Groth (puntata 1-99), interpretato da Simon Licht.

### Personaggi secondari
- Senta Ahlsen (puntata 1-80), interpretata da Adele Landauer.
- Jan Ahlsen (puntata 1-79), interpretato da Dietrich Adam.
- Markus Overbeck (puntata 1-99), interpretato da Philipp Romann.
- Alexandra Overbeck (puntata 1-57), interpretata da Katharina Nesytowa.
- Bärbel Krause (puntata 1-99), interpretata da Birgit Wiedel Weidinger.
- Kai Engelhardt (puntata 1-99), interpretato da Oliver Chomik.
- Ulla Sieverstedt (puntata 1-99), interpretata da Karin Düwel.
- Bernd Sieverstedt (puntata 2-99), interpretato da Dietmar Huhn (puntate 2-30) e da Klaus Peeck (puntata 31-99).
- Wiebke Sieverstedt (puntata 2-99), interpretata da Anne Kasprik.
- Sven Hoffmann (puntata 1-99), interpretato da Roger Ditter.
- Leon Schilling (puntata 2-99), interpretato da Florian Frowein.
- Nina Möller (puntata 2-99), interpretata da Sonja Bertram.
- Jule Sieverstedt (puntata 23-99), interpretata da Christin Heim.
- Edmund Hartwig (puntata 31-98), interpretato da Max Engelke.

### Personaggi minori
- Daphne Jäger (puntata 18-24), interpretata da Mareile Bettina Moeller.
- Gertrud Mahlbeck (puntata 30-36, 69-74), interpretata da Brigitte Grothum.
- Walter König (puntata 35-38), interpretato da Michael Seeboth.
- Pastore Niemeyer (puntata 68-74), interpretato da Tommi Piper.
- Marco von Siefert (puntata 99), interpretato da Manolo de Palma.